# Regnier de Graaf
Regnier de Graaf (30 de julio de 1641 - 17 de agosto de 1673), escrito en holandés como Reinier de Graaf o latinizado Regnerus de Graaff, fue un médico y anatomista neerlandés que realizó descubrimientos clave en la biología reproductiva.

## Biografía
De Graaf (familia De Graeff) nació en Schoonhoven. Estudió medicina en Utrecht y Leiden. Allí, sus compañeros de clase fueron Jan Swammerdam, Niels Stensen y Frederik Ruysch, y uno de sus profesores fue Franciscus Sylvius (todos ellos estaban interesados en los órganos de la procreación).
Presentó su tesis doctoral sobre el páncreas, y viajó a Francia, donde obtuvo su grado médico de la Universidad de Angers. En París se dedicó al estudio de los genitales masculinos.
De vuelta en los Países Bajos en 1667, De Graaf se estableció en Delft. De Graaf era un católico en un país mayoritariamente protestante, lo que le dificultó poder conseguir trabajo en la universidad local. Tras la temprana muerte de un hijo, De Graaf murió en 1673 a los 32 años y fue enterrado en la Oude Kerk en Delft. Unos meses antes de su muerte, De Graaf había recomendado a la Royal Society de Londres que se prestase atención a Anton van Leeuwenhoek y su trabajo sobre la mejora del microscopio.

## Legado
La posición de De Graaf en la historia de la reproducción es única, pues resume el trabajo de los anatomistas anteriores a su tiempo; pero no pudo beneficiarse de los avances a punto de hacerse con el microscopio, aunque informó de su uso por Anton van Leeuwenhoek en 1673.
Su contribución personal incluye la descripción de los túbulos seminíferos, los conductos deferentes, el cuerpo lúteo (folículo de Graaf) y la función de las trompas de Falopio.